# Sant Pere de Montfalcó
|  | Per a altres significats, vegeu «Sant Pere de Montfalcó Murallat». |

Sant Pere de Montfalcó és l'església parroquial del nucli de Montfalcó el Gros, municipi de Veciana (Anoia), inclosa a l'Inventari del Patrimoni Arquitectònic de Catalunya.

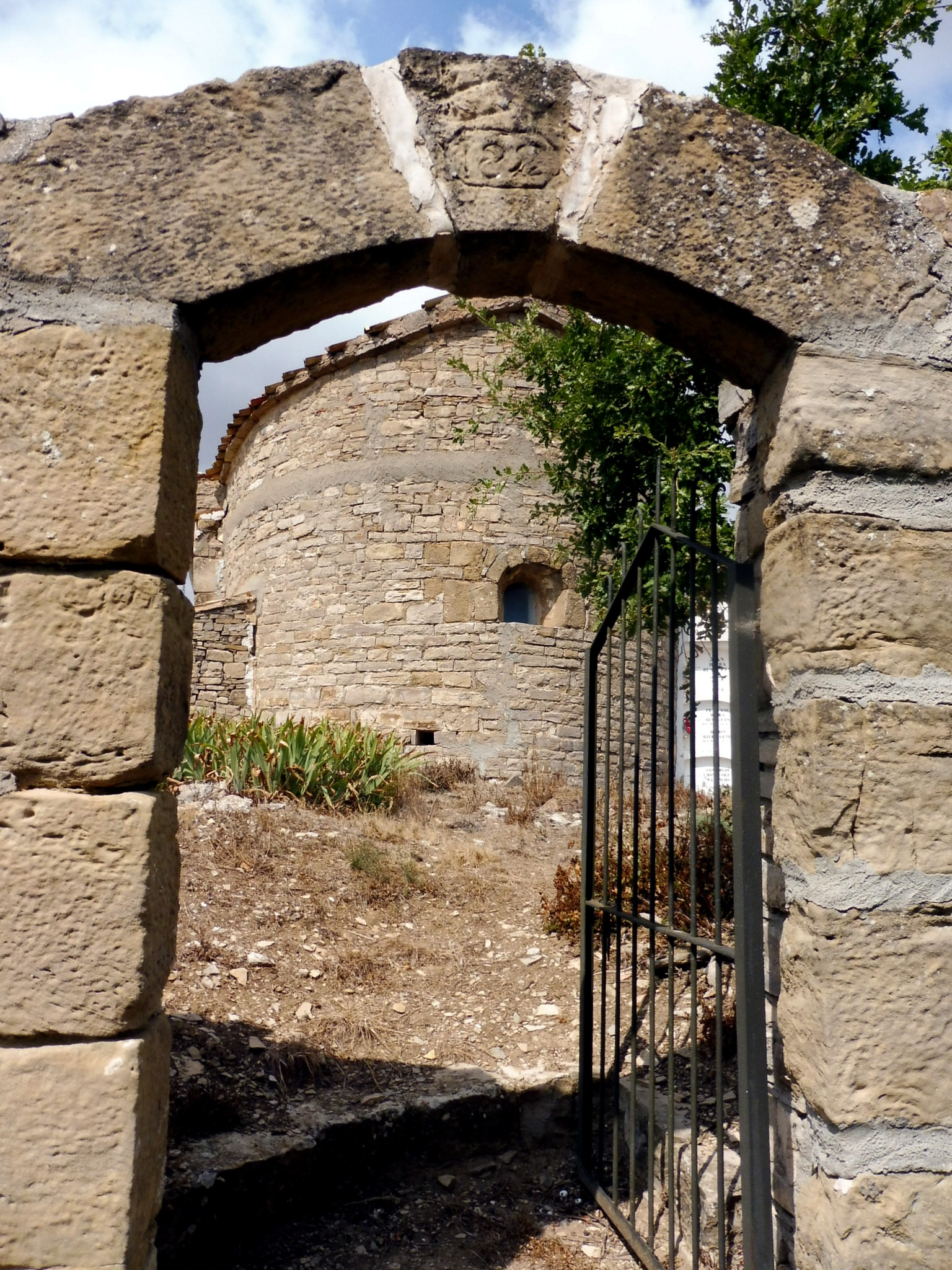
Portal del cementiri

Església d'una sola nau amb absis sobrealçat, essent la coberta a la mateixa altura que la de la nau. Té una porta a la façana sud i un campanar d'espadanya a la façana de ponent. Té diversos cossos afegits. A la façana est, es troba el cementiri que recentment s'ha restaurat. En l'arc de la porta d'entrada al cementiri hi ha la data inscrita de 1852. Aquesta església era sufragània de la de Santa Maria de Veciana, des del S. XIV. El 1905 hi hagué una cessió temporal de Sant Pere a l'Orde de Sant Agustí.